# Tetrastictypena
Tetrastictypena là một chi bướm đêm thuộc họ Erebidae.